# Церква миру у Свідниці
Церква миру в ім'я Святої Трійці (пол. Kościół Pokoju pw. Świętej Trójcy; нім. Friedenskirche "Zur heiligen Dreifaltigkeit") — дерев'яний євангельський храм в Свідниці в Сілезії, вважається найбільшою дерев'яною фахверковою церквою в Європі. З 2001 року церква разом з Церквою миру в Яворі входить до списку Світової спадщини ЮНЕСКО.

## Історія

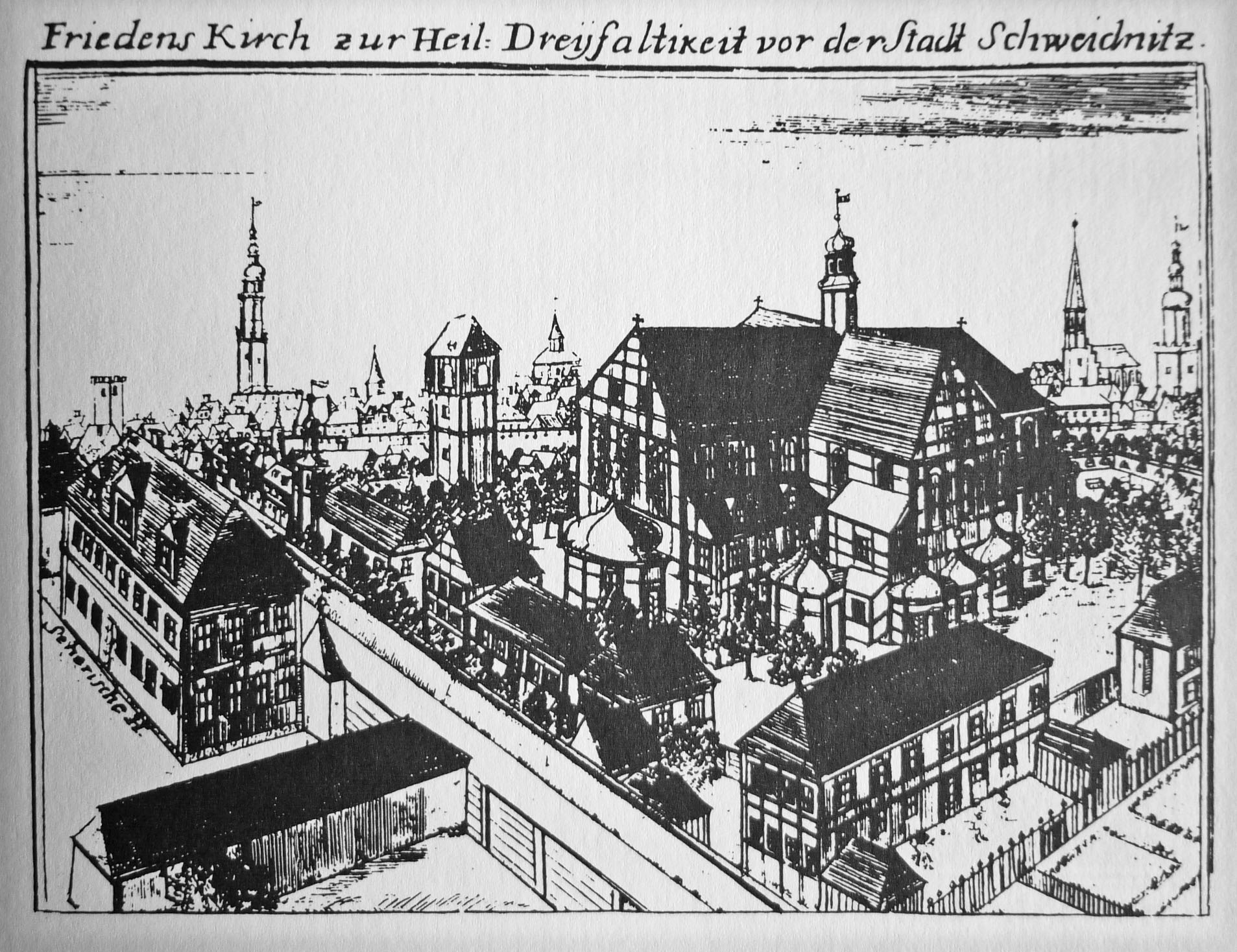
Свідницька Церква миру за Фрідріхом Бернхардом Вернером (1748)

За рішенням Вестфальського миру в 1648 році сілезьким протестантам було дозволено побудувати три «церкви миру»: в Глогуві, Свідниці і Яворі. Правда, при цьому потрібно було виконати цілий ряд умов: було заборонено використовувати камінь і цеглу як будівельний матеріал, можна було використовувати тільки дерево, глину і солому. Церквам не дозволялось також мати вежі і дзвони. Ділянку під церкву можна було виділити тільки за межами міських стін. Будівництво не могло тривати довше року. Витрати на будівництво лягали на громаду.
Свідницька церква була побудована за проектом вроцлавського архітектора Альбрехта фон Себиша (1610–1688). Закладка фундаменту відбулася 23 серпня 1656 року. Вже через 10 місяців будівництва 24 червня 1657 року відбулося перше богослужіння.

Церква, зведена як фахверкова конструкція, мала площу близько 1090 м² та вміщала близько 7500 чоловік, в тому числі мала близько 3000 сидячих місць. Внутрішнє оздоблення витримано в стилі бароко. Орган був зроблений в 1666–1669 роках Крістофом Клозе з Бжега. Купіль 1661 роки відбувається з майстерні Панкраціо Вернера з Єленя-Гури. Стеля була розписана в 1696 році Крістофом Каліцький і Крістіаном Зюсенбахом. Готфрід Август Гоффман зробив кафедру (1729) і вівтар (1752). 

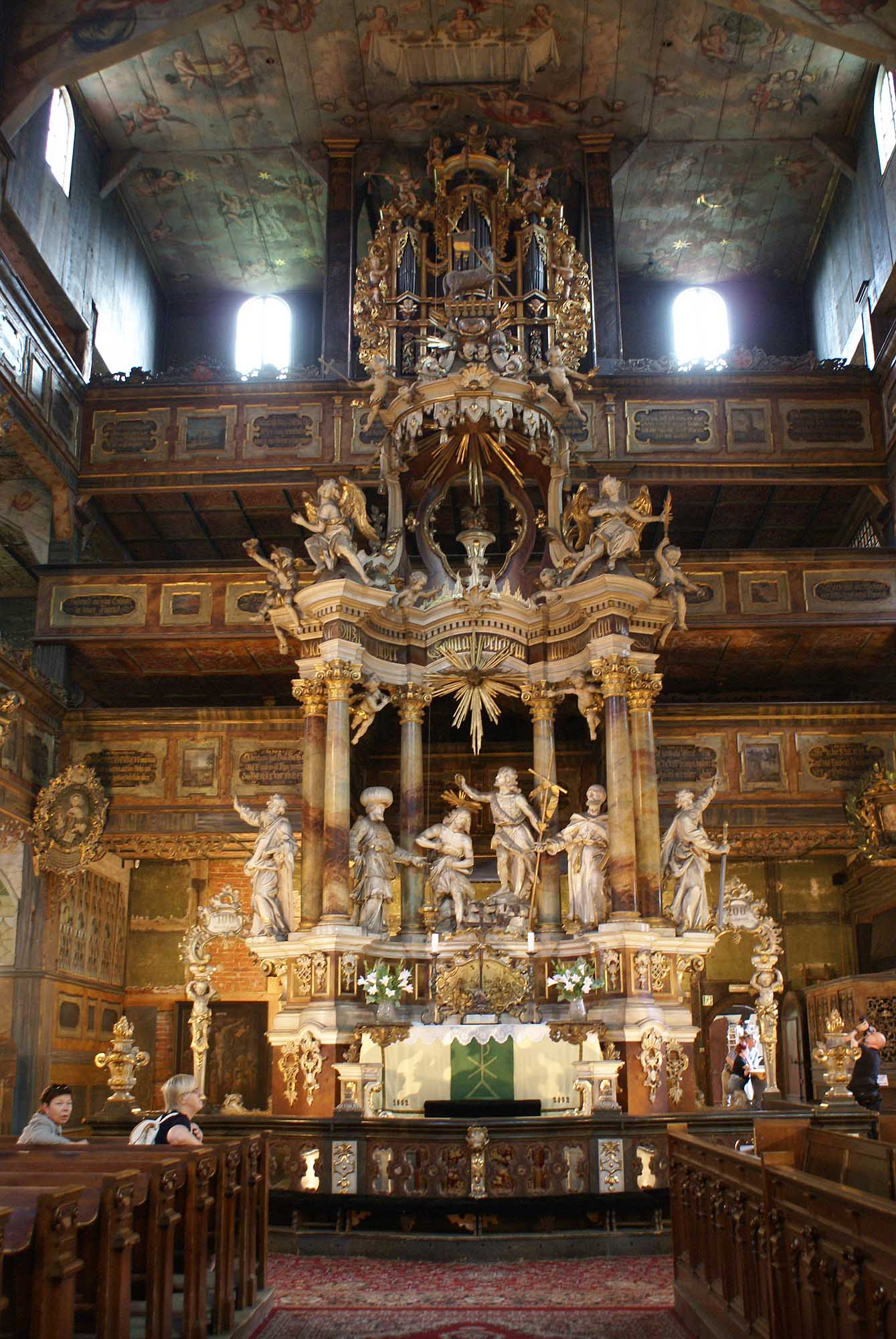
Бароковий вівтар 1752 року
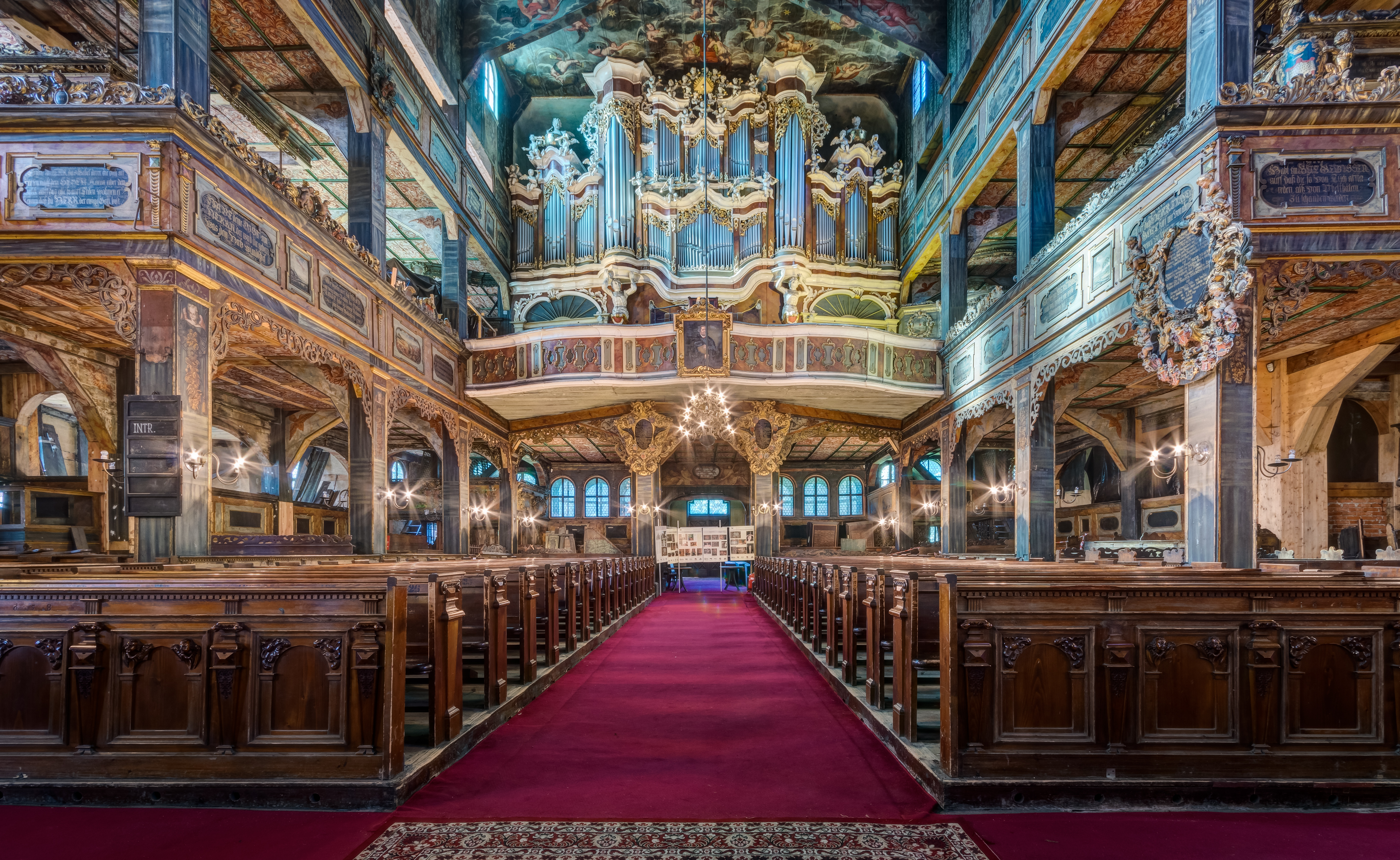
Вид на орган
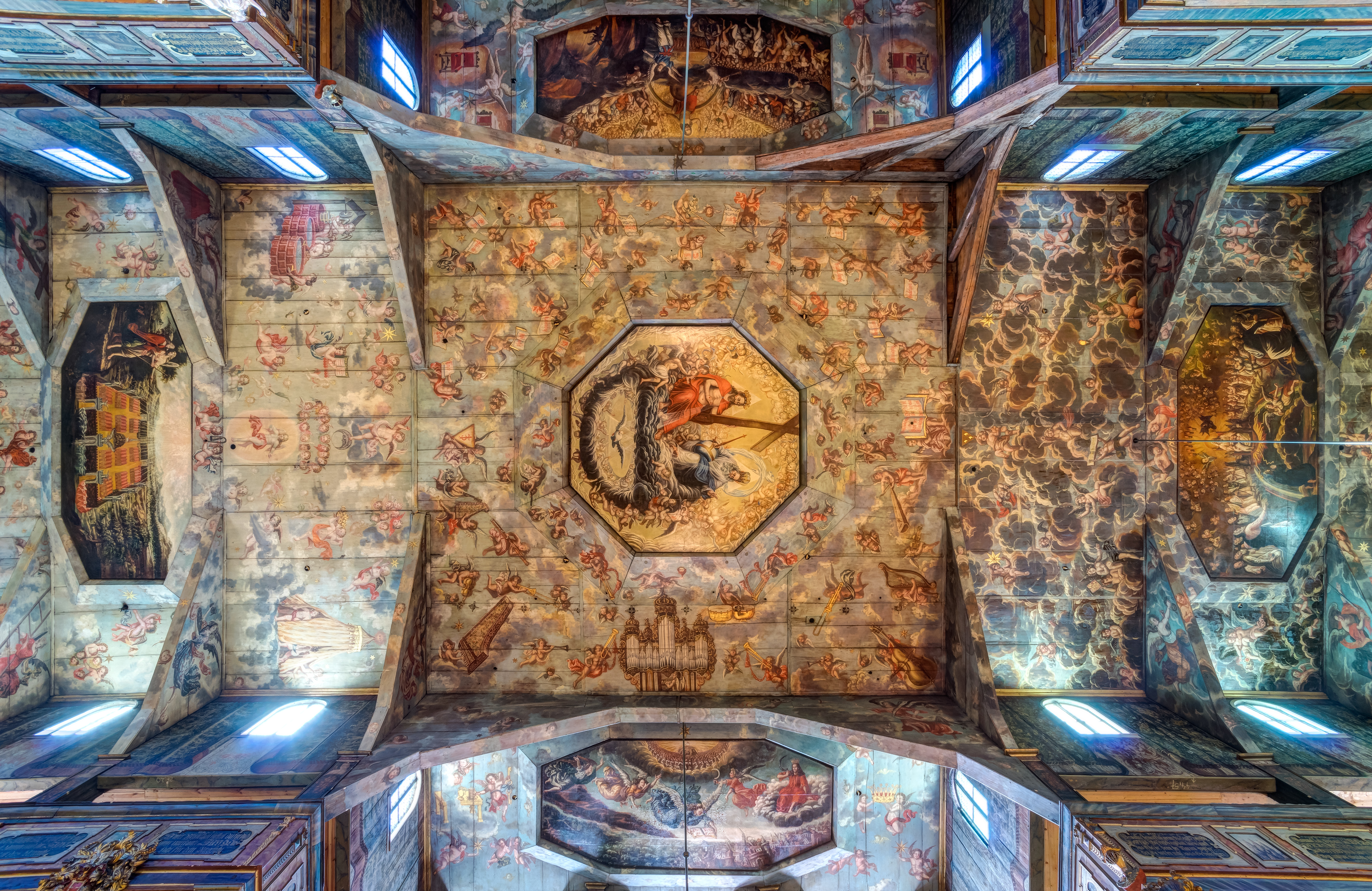
стельове перекриття

 Згідно з Альтранштедцькою угодою 1707 року було дозволено додати вежу і дзвони. Після цього в 1708 році біля церкви була побудована дзвіниця, також в фахверковому стилі. 

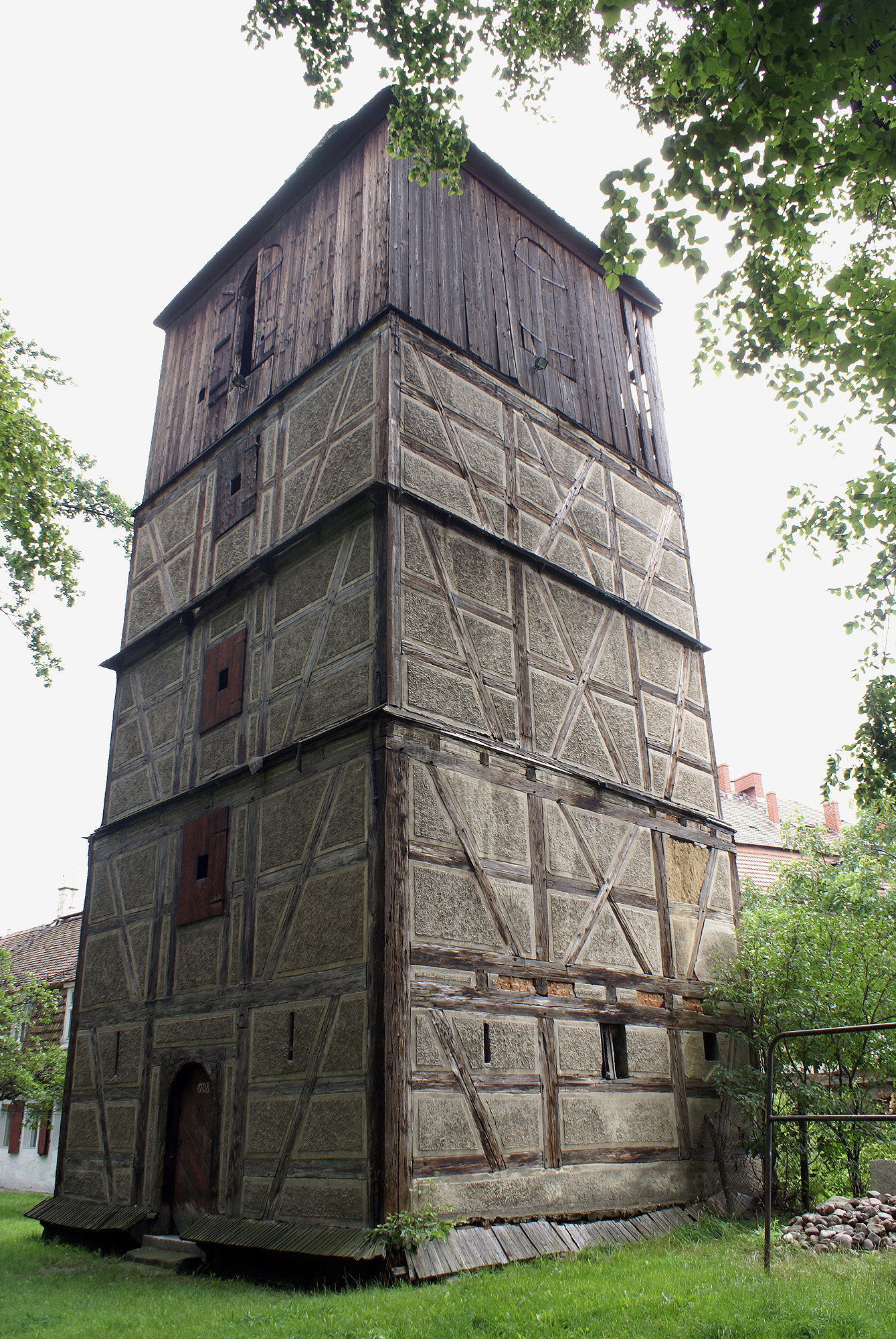
Дзвіниця Свідніцької церкви миру

Після політичної кризи в Польщі наприкінці XX століття стало можливим розпочати реставрацію церкви, але в 2002 році через нестачу фінансування роботи із внутрішньої реконструкції довелося зупинити.

## Подібні конструкції
Подібну фахверкову конструкцію (як церкви миру в Яворі і Свідниці), мають будівлі Міліцкої церкви благодаті (Міліч), «Граничні церкви» в Пагажеліскай і «віддана церкви» в відчути Ажаньскіх.

## Євангельська школа при церкві
За Альтранштедською угодою від 22 серпня 1707 року при церквах миру було дозволено побудувати євангельські школи. Споррудження Свідницької школи латини почалося 6 березня 1708 року, до кінця року будівля була готово. Під час Семирічної війни в 1761 році будівля була сильно пошкоджена. У 1813 році школа стала гімназією, а в 1822 — міською установою. У 1854 році вона була переведена в нову будівлю.
Серед відомих учнів школи — Йоган Християн Гюнтер і Карл Ґотард Лянґганс, архітектор Бранденбурзьких воріт.

## Музика
Органістом церкви з грудня 1729 року був Крістоф Готлаб Алярм (1700–1774), учень Йоганна Себастьяна Баха. З цього приводу з 2000 року проводиться щорічний літній Баховський фестиваль (пол. Międzynarodowy Festiwal Bachowski).